# Roman Volod'kov
Roman Mychajlovič Volod'kov (in ucraino Роман Михайлович Володьков?; Zaporižžja, 12 agosto 1973) è un tuffatore ucraino. Ha rappresentato l'Ucraina ai Giochi olimpici estivi di Atlanta 1996, Sydney 2000 e Atene 2004.

## Palmarès
- Mondiali

Fukuoka 2001: bronzo nel sincro 10 m.
Barcellona 2003: argento nel sincro 10 m.
- Europei

Vienna 1995: bronzo nel trampolino 3 m